# Storia dei disturbi mentali
La storia dei disturbi mentali risale all'antichità e, secondo certe fonti, addirittura all'epoca preistorica dell'umanità. Molti popoli, provenienti da culture assai differenziate, hanno espresso le loro opinioni e percezioni su quali fossero da considerarsi dei disturbi mentali; gli stessi pensatori classici come Socrate e Platone hanno esaminato queste anomalie mentali.

## Antichità

### Egitto e Mesopotamia
Certe note presenti in un documento dell'antico Egitto noto come Papiro Ebers sembrano descrivere gli "stati disordinati" della concentrazione e dell'attenzione, oltre che l'angoscia emotiva presente nel cuore o nella mente.
Alcuni di essi sono stati interpretati come indicativi di ciò che in seguito sarebbe stato denominato isteria e malinconia. I trattamenti somatici comprendevano tipicamente l'applicazione di fluidi corporei assieme alla recitazione di formule magiche e rituali. Anche gli allucinogeni potrebbero essere stati utilizzati come parte dei riti di guarigione. I templi religiosi potevano anche venire usati come possibilità di ritiro spirituale terapeutico, con l'induzione di stati ricettivi per facilitare il sonno e l'interpretazione del sogno.

### India
Le antiche scritture in indù e lingua punjabi conosciute come Rāmāyaṇa e Mahābhārata contengono descrizioni narrative di stati che oggi interpreteremmo come disturbo depressivo e ansia. I disordini mentali vengono generalmente ritenuti essere espressione di entità metafisiche astratte, agenti soprannaturali, sortilegi o stregoneria.
L'opera conosciuta sotto il nome di Charaka Samhita (600 a.C.), parte dell'Ayurveda ("Conoscenza della vita") vede la malattia come conseguenza di uno squilibrio fra tre tipi di liquidi corporei o forze ("Dosha"). Sono stati descritti anche diversi tipi di personalità, con differenti propensioni alle preoccupazioni o alle difficoltà. Le cause suggerite includono la dieta inadeguata, la mancanza di rispetto verso gli dèi o gli insegnanti, uno shock psichico a causa di paura o gioia eccessiva, ed infine l'attività corporea problematica. I trattamenti comprendevano l'uso di erbe e pomate, incantesimi e preghiere, persuasione morale o emotiva.

### Cina
La prima registrazione conosciuta di malattia mentale nell'antica Cina risale al 1100 a.C. I disturbi mentali sono stati trattati principalmente con la pratica della medicina tradizionale cinese usando le erbe, l'agopuntura e la "terapia emotiva". Lo Huangdi Neijing descrive sintomi, meccanismi e terapie per la malattia mentale, sottolineando i collegamenti tra organi ed emozioni corporee.
Gli antichi cinesi credevano essenzialmente che nella malattia mentale avesse luogo una possessione demoniaca, e ritenevano che luoghi caratterizzati da intensa attivazione emozionale, come un cimitero, potessero aprire Wēijī e consentire alle entità sovrannaturali di possedere l'individuo.
Il trauma psicologico veniva considerato come causativo di elevata attivazione emotiva, ed era pertanto ritenuto un possibile catalizzatore per la malattia mentale, grazie alla sua capacità di consentire l'apertura "[Wēijī" alla possessione. Questo spiega perché gli antichi cinesi credevano che il disturbo mentale fosse in realtà una possesione demoniaca.
Secondo la Filosofia cinese cinque fasi o elementi (i Wu Xing) comprendevano le condizioni dello squilibrio tra Yin e yang; questa convinzione circa lo squilibrio è fondata sull'idea del Tao; esso è la legge naturale la quale realizzandosi fa sperimentare l'equilibrio intimo. La malattia mentale viene pertanto considerata come uno squilibrio delle leggi naturali e la salute ottimale deriva dal perfetto equilibrio con la "Natura".

### Grecia e Roma
Nell'antica Grecia e nell'antica Roma la follia è stata associata stereotipicamente al vagabondaggio senza scopo e alla violenza. Tuttavia Socrate ne considerava anche gli aspetti positivi tra cui il dono della profezia (un'arte maniacale), l'iniziazione e il rito misterico oltre che l'ispirazione poetica e la "follia" degli amanti. Egli è visto spesso come l'epitome del pensiero razionale e come uno dei maggiori fondatori della filosofia occidentale; ha però ammesso apertamente anche di sperimentare ciò che oggi si chiama "allucinazione del comando" (il suo Daimon).
Anche Pitagora sentiva le "voci". Ippocrate (470-360 a.C.) ha operato una classificazione dei disturbi mentali, tra cui la paranoia, l'epilessia, la mania e la malinconia.
Attraverso uno stretto e assiduo contatto con la cultura greca avvenuto ai tempi della Grecia romana lo stesso impero romano assorbì molte idee sulla medicina greca.
Asclepiade di Bitinia (124-40 a.C.) scartò la "teoria degli umori" che veniva praticata tra i romani promuovendo trattamenti alternativi delle persone insane, che liberò dal confinamento, usando una terapia naturale composta da diete e massaggi. Areteo di Cappadocia (30-90 d.C.) ha sostenuto che è difficile individuare da dove provenga una malattia mentale. Galeno (129-200) tuttavia riprese in considerazione la terapia umorale adottando però un unico approccio di sintomi piuttosto che categorie diagnostiche ampie, ad esempio studindo stati separati di tristezza, eccitazione, confusione e amnesia.
I poeti e drammaturghi come Omero, Sofocle e Euripide descrivono gli insani come posseduti dagli dèi, sbilanciati e condizionati nei loro umori. Oltre alla mania, spesso utilizzata come termine generale per indicare la follia, c'era una gamma variabile e in sovrapposizione di definizioni per indicare situazioni come l'illusione, l'eccentricità, la frenesia e la follia.
Aulo Cornelio Celso (14 a.C.-37 d.C.) nel De medicina ha sostenuto che la follia è veramente presente quando inizia una forma continua di demenza in quanto la mente si trova alla mercé delle immaginazioni; ha suggerito che le persone devono guarire le proprie anime attraverso la filosofia e la forza di volontà. Ha descritto pratiche comuni di dietetica, salasso, droghe naturali, "terapia della parola", l'incubazione (rito) nel tempio, esorcismo, uso di incantesimo e amuleti, restrizioni e "tortura" (compresa la lapidazone e le percosse) per ripristinare la razionalità dall'inedia, dai terrori improvvisi e dall'agitazione dello spirito.
La maggior parte dei malati tuttavia non ricevevano un trattamento medico, bensì rimanevano in famiglia o vagavano per le strade, vulnerabili alle aggressioni e alla derisione. Esempi di illusioni comprendevano persone che credevano di essere attori od oratori celebri, animali, oggetti inanimati o uno degli dèi. Alcuni di loro venivano arrestati per ragioni eminentemente politiche come Jesus figlio di Anania (personaggio della Guerra giudaica (Flavio Giuseppe), che fu finalmente rilasciato in quanto pazzo dopo aver dimostrato di non avere alcuna preoccupazione per il proprio destino durante le sedute di tortura.